# 890-е годы
890-е (восемьсо́т девяно́стые) го́ды по юлианскому календарю — промежуток времени с 1 января 890 года по 31 декабря 899 года, включающий 890 год 9-го десятилетия   и с 891 по 899 годы    10-го десятилетия IX века 1-го тысячелетия.  Они закончились 1126 лет назад.

## Важнейшие события
- Альфонсо III разбит Бану Каси у Тарасоны.
- Агилар-де-ла-Фронтера. Абдаллах наносит поражение Умару.
- Приблизительно в этом году ал-Йакуби пишет труд по географии — «Книгу стран» («Китаб ал-будан»)[1].
- Битва при Лёвене.
- Чехия отделилась от Великой Моравии.
- Византийско-болгарская война (894—896).
- Мадьяры заселили территорию современной Венгрии (896).
- Трупный синод в Латеране (897).

## Родились
- Конрад I (король Германии)
- Ульрих Аугсбургский
- Марозия
- Княгиня Ольга

## Скончались
- Строимир